# Período heládico
El período heládico o simplemente Heládico es un término arqueológico moderno que designa un conjunto de períodos que caracterizan la cultura de la Grecia continental durante la Edad del Cobre y la del Bronce. Se usa tanto en arqueología como en historia del arte. 

## Origen del término
A raíz de los descubrimientos de Arthur Evans de la civilización cretense de la Edad del Bronce, apareció un sistema de periodización que designaba con el término «Minoico» al material de la Edad del Bronce hallado en el Egeo.
Sin embargo en las primeras décadas del siglo XX también se estaban realizando descubrimientos arqueológicos en otras partes de Grecia que incluían abundante material previo a la civilización micénica y que no tenía relación con la civilización minoica. Así, el origen del uso del término «Heládico» se debe a los autores Alan Wace y Carl Blegen, que lo emplearon a principios del siglo XX para ayudar a la clasificación del material arqueológico que pertenecía específicamente al área continental griega.

## Periodización
Este esquema se aplica observando principalmente los diferentes estilos y técnicas de la cerámica hallada en las excavaciones, pero también de otros hallazgos arqueológicos como objetos de metal o estructuras arquitectónicas. Así, se establece un orden cronológico entre los diferentes materiales, por lo que es un sistema de datación relativa. También se han asociado fechas absolutas aproximadas a los distintos períodos; sin embargo, esta datación absoluta tiene variaciones en las fechas a veces muy significativas entre la bibliografía de diferentes estudiosos.
La clasificación del Heládico en "Antiguo", "Medio" y "Reciente" puede asimismo dividirse en otros niveles. Los arqueólogos han acordado utilizar I, II, III para el segundo nivel; A, B, C para el tercer nivel; 1, 2, 3 para el cuarto y a, b, c para el quinto. No todos los niveles están presentes en cada sitio. 
Esta tabla cronológica recoge las dataciones absolutas propuestas por algunos autores:
| Período               | Fechas aproximadas |
| Heládico Antiguo I    | 3000-2600 a. C.    |
| Heládico Antiguo II   | 2600-2300 a. C.    |
| Heládico Antiguo III  | 2300-1950 a. C.    |
| Heládico Medio I      | 1950-1850 a. C.    |
| Heládico Medio II     | 1850-1700 a. C.    |
| Heládico Medio III    | 1700-1550 a. C.    |
| Heládico Reciente I   | 1550-1500 a. C.    |
| Heládico Reciente II  | 1500-1400 a. C.    |
| Heládico Reciente III | 1400-1100 a. C.    |
|                                                 |
| Jarra del Heládico Antiguo II hallada en Egina. |

| |
| Gran cuenco del periodo Heládico Medio que sirvió de enterramiento de dos niños. Se expone en el Museo Arqueológico de la Antigua Corinto. |

|                                                                                               |
| Vasija con decoración de pulpo, Rodas, Heládico Reciente III C1, c. 1200-1110 a. C. (Louvre). |

## Heládico Antiguo
Supone el comienzo de la Edad del Bronce en Grecia. Se estima que en la parte meridional de Grecia se produjo una evolución más rápida que en la septentrional dado que en esa zona meridional se aprecia más frecuentemente la aparición de nuevos asentamientos que sustituyeron a los de época anterior. Las casas por regla general presentaban un aspecto más primitivo que las que había en las islas en esta misma época. Algunos autores creen que a partir del Heládico Antiguo II algunos de los asentamientos estaban amurallados. La población se dedicaba principalmente a la agricultura —producían grano, aceite, vino y fruta— y ganadería —vacas, ovejas y cerdos— y también había actividades artesanales relacionadas con los productos animales, la cerámica y el trabajo de metales. Con respecto a sus costumbres funerarias, se aprecian enterramientos en cavidades de roca, tinajas o pequeñas fosas. 
Se cree que los intercambios con el exterior los realizaban a través de los minoicos y cicládicos, dado que sus barcos eran muy primitivos. Algunos de los asentamientos más importantes de la época se han encontrado en Lerna, Eutresis o Egina.

## Heládico Medio
Algunos autores sitúan en el inicio de este periodo o en la parte final del periodo precedente la llegada de inmigrantes, que serían los primeros griegos, pero no hay total acuerdo entre los especialistas acerca de esta cuestión. Por otra parte, se aprecia un aumento demográfico aunque acompañado de una aparente disminución de asentamientos. Algunos de los nuevos asentamientos de este periodo se situaban en zonas de fácil protección, como colinas. Por otra parte, Tebas contaba con una muralla en esta época. En otros lugares, como Lerna, se aprecian influencias procedentes de Creta. En la parte final del Heládico Medio la influencia cretense fue más intensa en diversas zonas. No obstante, en líneas generales, el desarrollo económico y social en este periodo en Grecia continental es muy inferior al de Creta y otras islas del Egeo.
Los habitantes siguieron siendo predominantemente agricultores y ganaderos, y la artesanía no experimentó grandes avances. Con el término minia se define un tipo de cerámica bruñida que aparece en este momento en algunos lugares como en Orcómeno. 
Los usos funerarios incluían enterramientos en jarras, en cista, bajo las casas, en túmulos y en cámaras. Los ajuares funerarios eran escasos, aunque también hay que señalar que algunas sepulturas de este periodo han sido saqueadas.

## Heládico Reciente

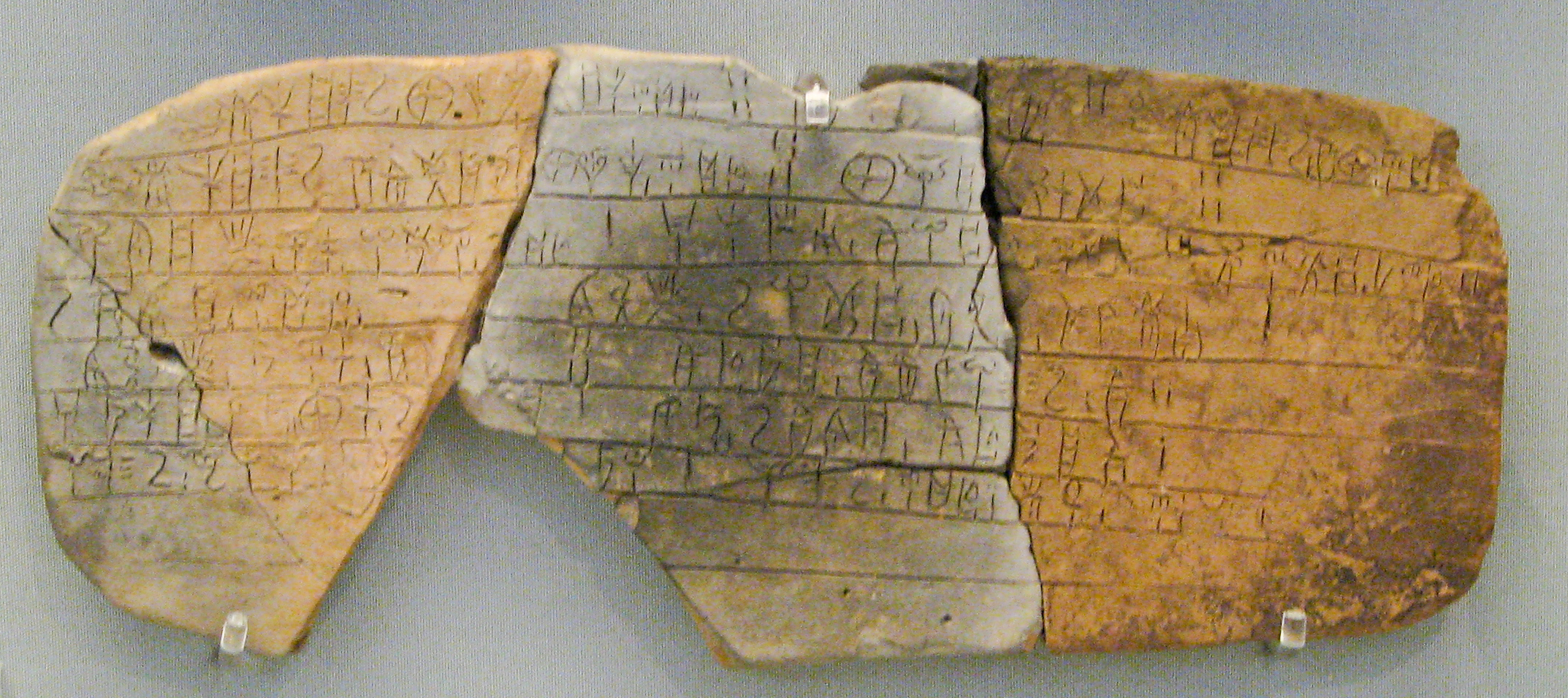
Una de las tablillas con inscripciones en lineal B.

En este subperiodo es cuando floreció la Grecia micénica, cuyos reinos empezaron a formarse entre finales del Heládico Medio y los inicios del Heládico Reciente. Algunos de los factores que contribuyeron a ello fueron el aumento de intercambios comerciales con los minoicos y la aparición de una élite dominante —probablemente heredera de la clase dominante de la época anterior— que basaba su prestigio en la caza y en la guerra. El hallazgo de ricos ajuares funerarios en enterramientos bien organizados confirma estos aspectos.  
Un tipo de arquitectura de la época es el mégaron, un edificio rectangular que consta de un porche, una antesala y una habitación central con un hogar y rodeada de cuatro columnas. Hay que indicar, sin embargo, que este tipo de edificio tuvo su origen en épocas precedentes. 
Algunos centros micénicos sufrieron destrucciones en la transición entre el Heládico Reciente II y el Heládico Reciente III —en torno al 1400 a. C. Se ha sugerido que pudieron ser debidas a acciones bélicas de los oligarcas de algunas zonas que pretendían ampliar sus territorios.
A la civilización micénica pertenecen las tablillas de barro con inscripciones en lineal B, una escritura silábica que ha sido descifrada como una forma arcaica del idioma griego.
Tras un periodo de expansión, una serie de destrucciones que tuvieron lugar en los centros palaciales en el periodo Heládico Reciente III B (hacia el 1200 a. C.), por causas que son objeto de debate, colapsaron los centros administrativos micénicos y produjeron movimientos de población que no afectaron por igual a todas las regiones. Incluso se estima que algunos centros pudieron recuperarse parcialmente. El Heládico Reciente III C es el último periodo asignado a la civilización micénica. A este le siguió la llamada «Época oscura».